# کروناویروس
ویروس کرونا (نام علمی: Coronaviruses) گروهی از ویروس‌ها متعلق به خانوادهٔ ویروسی کروناویریده هستند که از طریق ایجاد عفونت دستگاه تنفسی در پرندگان و پستانداران، ایجاد بیماری می‌کنند. این ویروس‌ها می‌توانند عامل ایجاد برخی از انواع سرماخوردگی معمولی تا عامل بیماری‌های شدیدتری همچون سارس، مرس و کووید ۱۹ باشند. کروناویروس‌ها در دههٔ ۱۹۶۰ کشف شدند و مطالعه بر روی آن‌ها به‌طور مداوم تا اواسط دهه ۱۹۸۰ ادامه داشت. اندازهٔ ژنوم ویروس‌های کرونا از ۲۶ تا ۳۲ کیلوباز، متغیر است که از بزرگ‌ترین ژنوم‌ها در بین ژنوم تمام آران‌ای ویروس‌ها هستند. این ویروس‌ها به‌طور طبیعی در انسان‌ها و پستانداران و پرندگان شیوع پیدا می‌کنند، با این حال تاکنون میلیون‌ها کروناویروس منتقل شده به انسان، کشف شده است. آخرین نوع آن‌ها، کروناویروس سندرم حاد تنفسی ۲ (SARS-CoV-2)، در دسامبر ۲۰۱۹ در شهر ووهان چین با همه‌گیری در انسان شیوع پیدا کرد. شیوع این کروناویروس پس از مدت کوتاهی تبدیل به دنیاگیری شد و تمام جهان را نگران کرد و تبدیل به یک بحران بین‌المللی شد.

## نام‌شناسی
واژه «کروناویروس» از کلمه زبان لاتین "corōna" یا کلمه یونانی "κορώνη" به معنی تاج یا هاله گرفته شده است. این واژه به مشخصهٔ ظاهری ویریون‌ها (شکل عفونی ویروس) که در زیر میکروسکوپ الکترونی دیده می‌شود، اشاره دارد که یادآور تصویری از یک تاج سلطنتی، یا تاج خورشیدی است. از این رو کروناویروس را «ویروس تاج‌دار» نیز می‌نامند.

## پیدایش

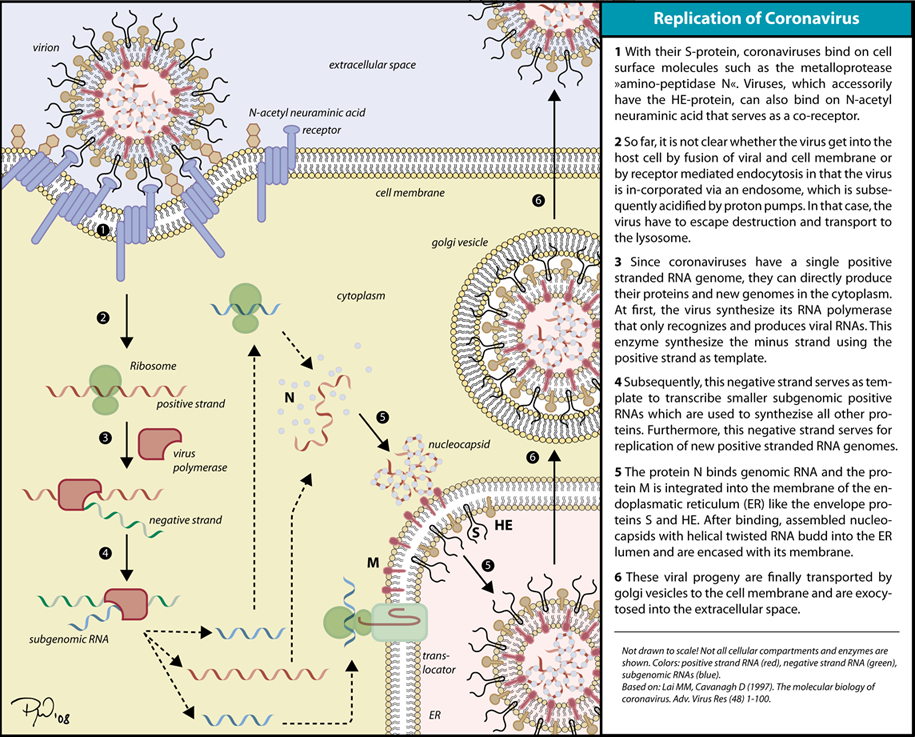
نحوهٔ بیماری‌زایی ویروس‌های کرونا

تخمین زده می‌شود که نزدیک‌ترین نیای مشترک (MRCA) تمامی کروناویروس‌ها تا ۸۰۰۰ سال قبل از میلاد وجود داشته است، اگرچه برخی از مدل‌ها تا ۵۵ میلیون سال یا بیشتر را نیز ذکر می‌کنند که این نشان از همبستگی تکاملی طولانی مدت با خفاش‌ها و پرندگان دارد.

## تاریخچه
نخستین گزارش‌ها از بیماری‌زایی کروناویروس‌ها به شیوع نوعی عفونت تنفسی در مرغ‌های پرورشی در منطقه‌ای در آمریکای شمالی در دههٔ ۱۹۲۰ برمی‌گردد. این ویروس با نام ویروس برونشیت عفونی مرغی، نخستین کروناویروس کشف شده است.
در دهه ۱۹۶۰ برای نخستین بار دو نوع انسانی کروناویروس انسانی ۲۲۹ئی و کروناویروس انسانی اوسی۴۳ که منجر به انواعی از سرماخوردگی در انسان می‌شوند نیز کشف شدند.

## ساختار
کروناویروس‌ها عضو خانوادهٔ ویروسی کروناویریده بوده و دارای یک ژنوم آران‌ای دورشته‌ای ساده هستند. هنگامی که آران‌ای این ویروس‌ها در سلول میزبان رها می‌شود، مستقیم به سمت ریبوزوم‌های متصل به شبکه آندوپلاسمی زبر می‌رود و دیگر نیازی ندارد جهت رونویسی وارد هسته سلول شود و به‌طور مستقیم و توسط ریبوزوم‌های سلول‌های جاندار میزبان، آنتی‌ژن‌های خود را می‌سازد. افرادی که هم‌زمان دارای بیماری دیگری باشند، افراد مُسن و کودکان مبتلا به بیماری‌های قلبی، بیشتر در معرض خطر ابتلا به کروناویروس‌ها هستند. معمولاً شدت سرماخوردگی که کروناویروس عامل آن باشد بیشتر است. کروناویروس‌ها، پس از راینوویروس‌ها بزرگ‌ترین عامل ابتلا به سرماخوردگی هستند و بیشتر در زمستان و بهار باعث سرماخوردگی می‌شوند. اگرچه کروناویروس‌ها بیشتر در حیوانات دیده می‌شوند، اما هفت نوع از آن‌ها دستگاه تنفسی بدن انسان را تحت تأثیر قرار می‌دهد. تشخیص این‌که علت بیماری، کروناویروس‌ها باشند یا خیر کمی مشکل است، چرا که آن‌ها برخلاف راینوویروس‌ها به سختی در آزمایشگاه رشد و نمو می‌کنند.
ساختار این ویروس از دو لایه تشکیل شده است؛ مواد ژنتیکی در مرکز ویروس هستند و لایه بیرونی آن را تاج‌های پروتئینی تشکیل داده‌اند. پس از ورود به سلول میزبان، ذره ویروس بدون پوشش شده و ژنوم آن وارد سیتوپلاسم سلول می‌شود.
کروناویروس‌ها همیشه از یک گونه حیوان به گونه دیگری منتقل شده است. این ویروس برای انتقال آسان‌تر ممکن است تکامل یا جهش ژنتیکی پیدا کند و موجب بیماری سخت‌تری شود.

### سرعت تکثیر
کروناویروس‌ها دارای آران‌ای دورشته‌ای و خطی هستند و ژنوم آن‌ها مستقیماً به‌صورت آران‌ای پیام‌رسان (mRNA) عمل می‌کند؛ بنابراین از لحاظ خانوادگی و عملکرد ژنومی، شباهت بسیاری با خانواده پیکورناویروس‌ها دارند که از خانواده پیکورناویروس‌ها می‌توان به راینوویروس (ویروس سرماخوردگی) اشاره کرد. اما آن‌ها تفاوت‌های زیاد دیگری نیز دارند. تفاوت عمده و چشمگیر کوروناویروس‌ها با پیکورناویروس‌ها، در داشتن پوشش ویروس می‌باشد.
با توجه به این‌که ژنوم کروناویروس‌ها مستقیماً به‌عنوان mRNA عمل می‌کند، پس برای بیان ژن نیازی به پیرایش آران‌ای و رونوشت ترجمه ندارند. از این رو سریع‌تر می‌توانند مورد رونوشت قرار گیرند، بدون آن‌که واسطه‌ای وجود داشته باشد.
این سرعت زیاد در سرماخوردگی معمولی و تمامی زیرگروه‌های کلاس مذکور (ssRNA، عمل مستقیم به‌صورت mRNA) نیز مشاهده می‌شود که قبلاً به آن اشاره شد.

## طبقه‌بندی

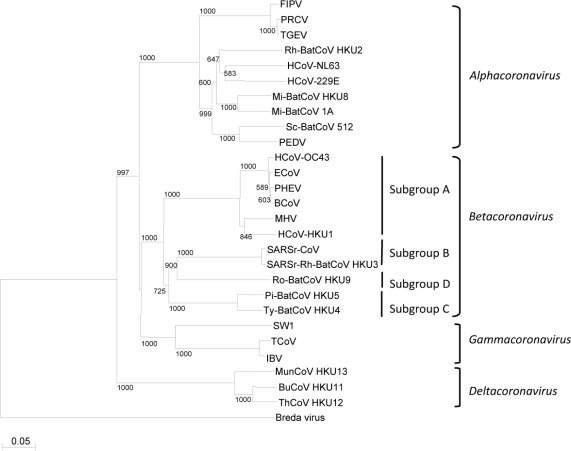
خانواده کروناویروس

کروناویروس‌ها (Coronaviruses) گروه بزرگی از ویروس‌ها هستند که در چهار سرده (آلفاکروناویروس، بتاکروناویروس، دلتاکروناویروس، گاماکروناویروس)، ۲۲ زیرسرده و ۴۰ گونه جای می‌گیرند.

## کروناویروس انسانی
از ۴۰ گونه مختلف خانواده کروناویروس، تاکنون هفت گونه منتقل شده به انسان کشف شده است که موجب بروز بیماری‌هایی همچون انواع سرماخوردگی در انسان می‌شود. گاهی برخی از کروناویروس‌ها به دستگاه تنفسی حمله می‌کنند و گاهی علائم خود را در روده و معده افراد نمایان می‌کنند. علائم ویروس کرونا در ریه، معمولاً در سرماخوردگی‌های معمول و نوعی سرماخوردگی ترشح آور به نام پِنومونیا ظاهر می‌شود که معمولاً در بیشتر افراد با سرماخوردگی ملایمی همراه است. در این دسته چهار کروناویروس کشف شده است:
- HCoV-229E
- HCoV-OC43
- HCoV-NL63
- HCoV-HKU1

این چهار نوع کروناویروس، به صورت مرتب در جمعیت انسانی ایجاد بیماری می‌کنند و باعث عفونت سیستم تنفسی در کودکان و بزرگسالان می‌شوند.
اما انواع دیگری از این ویروس هستند که با علائمی شدیدتر همراه می‌شوند؛ مانند سارس، مرس و کووید ۱۹.
.....

### سارس
۲ شیوع بزرگ سارس تا کنون اتفاق افتاده است که منجر به یک نوع بسیار مسری و تهدید کننده حیات ناشی از ذات‌الریه شد. هر دو اپیدمی در بین سال‌های ۲۰۰۲ و ۲۰۰۴ اتفاق افتاد. این ویروس که تصور می‌شود از خفاش در چین ناشی شده باشد. در طول دوره آلودگی، ۸۰۹۸ مورد ابتلا به سارس و ۷۷۴ مورد مرگ گزارش شده است. این بدان معناست که ویروس از هر ۱۰ نفری که آلوده شده بودند، ۱ نفر را می‌کشد. البته در سال ۲۰۰۲ اپیدمی جهانی سارس را موجب شد که حدود ۸۰۰ نفر را به کام مرگ کشاند. افراد بالای ۶۵ سال بیشتر در معرض خطر قرار داشتند و بیش از نیمی از کسانی که بر اثر عفونت جان خود را از دست دادند در این گروه سنی بودند. سارس با نام علمی SARS-CoV موجب سندرم حاد و شدید تنفسی در میان مبتلایان شد.
.....

### مرس
گونه‌ای جدیدتر از این ویروس در سپتامبر ۲۰۱۲ در مردی ۶۰ ساله در عربستان سعودی کشف شد که به مرگ بیمار انجامید. این مرد چند روز قبل از آن به دبی سفر کرده بود و دومین مورد در مردی ۴۹ ساله در قطر بود که او نیز درگذشت. ویروس این بیماری برای اولین بار در آزمایشگاه Health Protection Agency در لندن کشف شد. این کروناویروس به نام سندرم نارسایی تنفسی خاورمیانه (Middle East respiratory syndrome coronavirus) شناخته شده است که به اختصار MERS-CoV خوانده می‌شود. این ویروس موجب مرگ ۸۵۸ نفر در خاورمیانه شد.
.....

### کروناویروس سندرم حاد تنفسی ۲ (SARS-CoV-2)
در نهایت، در دسامبر ۲۰۱۹ نیز، برای اولین بار در شهر ووهان استان هوبئی چین، پس از اینکه مردم بدون علت مشخصی دچار سینه پهلو شدند و واکسن‌ها و درمان‌های موجود نیز مؤثر نبودند، نوع جدیدی از کروناویروس با همه‌گیری در انسان شناسایی شد. از میان نخستین افرادی که به این ویروس آلوده شده‌اند، مشخص شد که دو سوم آنها با بازار عمده‌فروشی غذاهای دریایی هوانان، که در آن حیوانات زنده نیز به فروش می‌رسد، ارتباط داشته‌اند. تا ۳۰ بهمن، این کروناویروس جدید، جان بیش از ۲۷۰۹ نفر را گرفته و بیش از ۷۳٬۳۳۲ نفر به این ویروس در ۸۰ کشور تأیید شده که از جمله در تایلند، کره جنوبی، ژاپن، تایوان، استرالیا، سنگاپور، نپال، ویتنام، اندونزی، آلمان، روسیه، فیجی، فرانسه، ایران و آمریکا مبتلا شدند. با عبور تعداد قربانیان ویروس کرونا از مرز ۱۰۰۰ نفر، سازمان جهانی بهداشت برای بیماری ناشی از این ویروس، نام رسمی انتخاب کرده است - کووید ۱۹ (۱۹-COVID) که اشاره‌ای دارد به «کرونا»، «ویروس»، «بیماری» و سال ۲۰۱۹. این نوع کروناویروس قبل از این همه‌گیری در انسان دیده نشده بود. برآوردهای نخستین نشان می‌دهد که درصد مرگ و میر این ویروس بین ۲ تا ۳ درصد از مبتلا شدگان است.
علائم بیماری شامل تب، سرفه‌های خشک و گاهی مشکلات تنفسی مانند تنگی نفس، تندنفسی و گلودرد و آبریزش بینی است. اولین مبتلایان این بیماری در ووهان در بازار خوراک دریایی کار می‌کردند یا در آن‌جا حضور داشتند؛ ولی با توجه به گسترش بیماری در افرادی که با حیوانات در تماس نبودند سازمان جهانی بهداشت انتقال انسان به انسان را نیز مد نظر قرار داده است.

#### در ایران
در ایران، در تاریخ ۲۹ بهمن ۱۳۹۸، به دنبال فوت ۲ بیمار با عوارض تنفسی در بیمارستان کامکار قم، شایعاتی دربارهٔ مرگ این بیماران به علت کروناویروس شکل گرفت. اما دانشگاه علوم پزشکی قم با تکذیب شایعات مربوط به مبتلا بودن این دو بیمار فوت‌شده به کروناویروس، اعلام کرد که تاکنون هیچ‌گونه شواهدی تشخیصی مبنی بر ابتلا به بیماری کرونا دیده نشده است. در تاریخ ۳۰ بهمن اولین موارد از کرونای جدید در شهر قم از طریق روابط عمومی وزارت بهداشت گزارش شد. رئیس مرکز اطلاع‌رسانی و روابط عمومی وزارت بهداشت اعلام کرد که نتایج آزمایش اولیه ۲ مورد از موارد مشکوک را از نظر ابتلا به کروناویروس، مثبت گزارش شده است. بیمارستان کامکار قم نیز به‌عنوان محل قرنطینه و مراجعه بیماران و موارد مشکوک به کرونا مشخص شد. در همین روز، رئیس دانشگاه علوم پزشکی قم اعلام کرد که در چهار روز گذشته شاهد گسترش بیماری‌های تنفسی در قم بودیم و طی این مدت ۲ نفر در یکی از بیمارستان‌های قم بر اثر بیماری تنفسی فوت کردند که امروز تست اولیه این دو فرد در مورد بیماری کرونا مثبت اعلام شد. خبرگزاری ایلنا به نقل از منابع آگاه در ۳۰ بهمن ادعا کرد که شش‌نفر هم در حال حاضر به‌دلیل ابتلا به ویروس کرونا بستری هستند که خانواده و نزدیکان این افراد در قرنطینه به سر می‌برند. در ۲ اسفند، با اعلام رسمی فوت شدن چهار نفر، ایران پس از چین بیشترین تلفات ناشی از کروناویروس را داشته است.
تا روز نهم اسفند، ۱۶ کشور کانادا، لبنان، امارات، بحرین، کویت، افغانستان، عراق، عمان، پاکستان، گرجستان، چین، استونی، نیوزلند، بلاروس، بریتانیا و آذربایجان اعلام کرده‌اند که افرادی مبتلا به کروناویروس را شناسایی کرده‌اند که از مبدأ ایران آمده‌اند.
در تاریخ ۴ اسفند، وزیر بهداشت ایران اعلام کرد که یکی از فوتی‌ها در قم بازرگانی بود که سفرهایی به چین داشته است.
به گفته روابط عمومی وزارت بهداشت، درمان و آموزش پزشکی ایران تا ظهر سه‌شنبه ۵ فروردین ۱۳۹۹، تعداد ۲۴۸۱۱ بیمار مبتلا به کووید-۱۹ در کشور شناسایی شده که از این تعداد ۱۹۳۴ نفر جان باخته‌اند و همچنین ۸۹۳۱ نفر از مبتلایان به این ویروس تاکنون بهبود یافته‌اند.
و همچنین شروع دور جدیدی از کرونا با نام و عنوان امیکرون (Omicron) در ایران موج جدیدی از مرگ و میرها شروع شد که برای آن واکسن دوز یادآور (بوستر) در نظر گرفته شد.

## درصد مرگ و میر
| نام کروناویروس                                | مبتلاشده                                       | درگذشته   | میزان مرگ‌ومیر |
| --------------------------------------------- | ---------------------------------------------- | --------- | ------------- |
| سارس                                          | ۸۰۹۶                                           | ۷۷۴       | ۹٫۶٪          |
| مرس                                           | ۲۴۹۴                                           | ۹۱۲       | ۳۴–۳۷٪        |
| کووید-۱۹ تا تاریخ ۲۳ نوامبر ۲۰۲۱ (۲ آذر ۱۴۰۰) | ۱۶۰۰۰۰۰۰۰۰۰۰۰۰۰۰۰۰۰۰۰۰۰۰۰۰۰۰۰۰۰۰۰۰۰۰۰۰۰۰۰۰۰۰۰۰ | ۶٬۴۴۸٬۰۸۴ | ۱٫۱۹ ٪        |

در مقایسه با دیگر بیماری‌های واگیردار می‌توان ویروس آنفلوانزای A زیرگروه H1N1 را نام برد که میزان مرگ و میر آن در کشورهای توسعه یافته حدود ۰٫۰۱ درصد است. به علاوه آنفلوانزای خوکی سال ۲۰۰۹ که میزان مرگ و میر آن کمتر از ۰٫۱ درصد بوده است.

## منشأ ویروس
منشأ ویروس‌های کرونا که در گذشته همه‌گیر شده بود، در حیوانات بود. ویروس سارس اول در خفاش شروع شد و بعد به گربه‌های ولگرد منتقل شد و بعد هم به انسان رسید. در سال ۲۰۱۴، ویروس مرس در خاورمیانه موجب مرگ ۸۵۸ نفر از ۲۴۹۴ بیمار مبتلا شد. این ویروس، از شتر به انسان منتقل شده بود. منبع طبیعی اولیه در ویروس کووید ۱۹، طبق تحقیقات پژوهشگران، خفاش‌های نعل اسبی هستند و پانگولین‌ها، میزبان حد واسط این ویروس، بین خفاش و انسان هستند. البته ممکن است جانوران دیگری هم در شیوع نقشی داشته باشند.

## علائم بیماری
با توجه به نوع کروناویروس، علائم می‌تواند از نشانه‌های سرماخوردگی عادی مثل از کار افتادن بویایی و چشایی تا تب، سرفه، تنگی نفس، استشمام بوی تعفن در بینی و مشکلات حاد تنفسی باشد. همچنین بیمار ممکن است سرفه‌های چند روزه ظاهراً بدون دلیل نیز داشته باشد. کروناویروس مرس، برخلاف سارس، نه تنها دستگاه تنفس بلکه ارگان‌های حیاتی دیگر بدن مثل کلیه و کبد را نیز درگیر می‌کند. در موارد حاد مشکلات گوارشی نظیر اسهال، نارسایی تنفسی، اختلالات انعقادی خون و نارسایی کلیه نیز گزارش شده است که این مورد می‌تواند بیمار را به همودیالیز نیازمند کند.
علائم کروناویروس سندرم حاد تنفسی ۲ که منجر به بیماری کووید-۱۹ می‌شود، معمولاً چند روز پس از آلوده شدن فرد به ویروس شروع می‌شود. اما در بعضی افراد ممکن است علائم کمی دیرتر ظاهر شوند. براساس آمارها و تحقیقات انجام شده علائم می‌توانند شامل:
تب (در۴۳/۸ درصد افراد هنگام پذیرش و در ۸۸/۷ درصد افراد هنگام بستری)، سرفه خشک (در ۶۷/۸ درصد موارد)، اختلال تنفسی، احساس ضعف و خستگی و درد عضلانی (در ۱۱ تا ۱۴٪ موارد)، اسهال (در ۳٫۸ درصد موارد) باشند. به‌طور میانگین، دورهٔ نهفتگی علائم، چهار روز بوده است. کدورت یا اصطلاحاً Ground-glass opacity در سی‌تی اسکن قفسه سینه، در ۵۶/۴ درصد موارد دیده شده است. ۱۷/۹ درصد از بیماران با بیماری غیر شدید و ۲/۹ درصد از بیماران با علائم شدید، هیچ‌گونه مشکلی را در رادیولوژی یا سی‌تی اسکن خود نشان ندادند. لنفوسیتوپنی یا کاهش تعداد لنفوسیت‌های در گردش خون در ۸۳/۲ درصد افراد در هنگام پذیرش، مشاهده شد. برخی از افراد مبتلا هیچ علامتی ندارند، یا فقط علائم خفیف دارند. اما این بیماری در افراد دیگر می‌تواند منجر به مشکلات جدی مانند ذات الریه، عدم دریافت اکسیژن کافی و حتی مرگ شود. این نشانه‌ها بیشتر در افرادی که مشکلات زمینه‌ای دیگری دارند، دیده می‌شود.
زخم و بثورات دهانی نیز به عنوان علائم جدید ابتلا به این ویروس شناخته شده است.

## نحوه انتقال
بسته به نوع کروناویروس، روش‌های انتقال آن متفاوت است. در برخی از موارد روش‌های انتقال بیماری از انسان به انسان شبیه بیماری آنفلوانزا از طریق سرفه و عطسه است. با این حال احتمال انتقال بیماری در فضای باز بسیار محدود بوده و موارد انتقال انسان به انسان در مواردی رخ داده است که افراد به مدت طولانی در فضای بسته در کنار فرد بیمار بوده‌اند مانند افرادی که در بیمارستان‌ها با بیماران در ارتباط هستند. هنوز مشخص نیست که این بیماری نخستین بار به‌طور مستقیم از طریق جانوران به انسان منتقل شده است یا از طریق سطوح آلوده به ویروس.

## اثربخشی ورزش
نشان داده شده است هشت هفته تمرینات پیلاتس و پیلاتس در آب در افرادی که بیماری کرونا را همراه با درگیری شدید ریوی تجربه کردند به شکل معناداری عملکرد ریوی و کیفیت زندگی آنها را بهبود بخشیده است.

## واکسن‌ها
تلاش‌های بسیاری برای تولید واکسن برای پیشگیری از بیماری‌های ناشی از کروناویروس‌ها انجام شده است، در حال حاضر چند شرکت از کشورهای، ایران. ایالات متحده آمریکا، انگلستان، آلمان، فرانسه، چین، ژاپن، روسیه انواعی از واکسن کووید-۱۹ را ساخته و در حال تزریق هستند. داروهای ضدویروس مانند انواعی از پروتئازها و پلیمرازهای ضدویروس نیز در حال بررسی و آزمایش هستند. همچنین واکسن‌هایی برای انواع مختلفی از کروناویروس‌های حیوانات از جمله کروناویروس پرندگان، ویروس گاستروانتریت مسری و کروناویروس سگ‌سانان ساخته شده‌اند که کارایی بالایی ندارند اما این واکسن‌ها توانسته‌اند گسترش سریع بیماری در حیوانات را تا حدودی بکاهند.